# Gunung Kayeeduabak
Gunung Kayeeduabak är ett berg i Indonesien.   Det ligger i provinsen Aceh, i den västra delen av landet, 1 600 km nordväst om huvudstaden Jakarta. Toppen på Gunung Kayeeduabak är 552 meter över havet.
Terrängen runt Gunung Kayeeduabak är varierad.Runt Gunung Kayeeduabak är det ganska glesbefolkat, med 39 invånare per kvadratkilometer. I omgivningarna runt Gunung Kayeeduabak växer i huvudsak städsegrön lövskog.